# Надпероксид рубидия
Надперокси́д руби́дия (диоксид рубидия, супероксид рубидия; RbO2) — неорганическое вещество жёлтого цвета, которое образуется в результате сгорания расплавленного рубидия на воздухе.
Гигроскопичен, поглощает из воздуха водяные пары и углекислый газ. Реагирует с водой и этанолом.

## Получение
- Простой способ получения состоит в сгорании рубидия на воздухе:

{\displaystyle {\mathsf {Rb+O_{2}\ {\xrightarrow {\ \ }}\ RbO_{2}}}}
- К экзотическим можно отнести способ окисления кислородом раствора рубидия в жидком аммиаке при ≈ −50 °C:

{\displaystyle {\mathsf {Rb\ {\xrightarrow {O_{2}}}\ Rb_{2}O_{2}\ {\xrightarrow {O_{2},\tau ^{o}C}}\ RbO_{2}}}}
при этом состав зависит от количества кислорода.
- Пропусканием кислорода через расплав гидроксида рубидия:

{\displaystyle {\mathsf {4\ RbOH+3\ O_{2}\ {\xrightarrow {450^{o}C}}\ 4\ RbO_{2}+2\ H_{2}O}}}

## Физические свойства
Оранжево-жёлтые кристаллы,
тетрагональной сингонии, параметры ячейки a = 0,600 нм, c = 0,703 нм.
При 150°С надпероксид рубидия переходит в кубическую фазу.
Температура плавления 540 °C под избыточным давлением кислорода.

## Химические свойства
- Надпероксид рубидия неустойчив и при нагревании в вакууме отщепляет кислород:

{\displaystyle {\mathsf {RbO_{2}\ {\xrightarrow {400-800^{o}C}}\ Rb_{2}O_{2}\ {\xrightarrow {1010^{o}C}}\ Rb_{2}O}}}
- Вода разлагает надпероксид рубидия с выделением кислорода:

{\displaystyle {\mathsf {4RbO_{2}+2H_{2}O\ {\xrightarrow {\ \ }}\ 4RbOH+3O_{2}\uparrow }}}
- Разбавленные кислоты разлагают надпероксид рубидия на пероксид водорода и кислород:

{\displaystyle {\mathsf {2RbO_{2}+2HCl\ {\xrightarrow {\ \ }}\ 2RbCl+H_{2}O_{2}+O_{2}\uparrow }}}
- С концентрированной серной кислотой выделяется озон:

{\displaystyle {\mathsf {2RbO_{2}+H_{2}SO_{4}\ {\xrightarrow {\ \ }}\ Rb_{2}SO_{4}+H_{2}O+O_{3}\uparrow }}}
- Надпероксид рубидия является сильным окислителем:

{\displaystyle {\mathsf {2RbO_{2}+S\ {\xrightarrow {\ \ }}\ Rb_{2}SO_{4}}}}
{\displaystyle {\mathsf {4RbO_{2}+3C\ {\xrightarrow {\ \ }}\ 2Rb_{2}CO_{3}+CO_{2}\uparrow }}}
{\displaystyle {\mathsf {2RbO_{2}+2NH_{3}\ {\xrightarrow {\ \ }}\ 2RbOH+2H_{2}O+N_{2}\uparrow }}}
- Рубидий взаимодействует с углекислым газом:

{\displaystyle {\mathsf {4RbO_{2}+2CO_{2}\ {\xrightarrow {\ H_{2}O}}\ 2Rb_{2}CO_{3}+3O_{2}\uparrow }}}